# Cal Galvany (Collbató)
Cal Galvany és una obra eclèctica de Collbató (Baix Llobregat) inclosa a l'Inventari del Patrimoni Arquitectònic de Catalunya.

## Descripció
Casa de planta rectangular, construïda en desnivell, formada per planta baixa i pis. A la part de davant presenta una típica entrada amb porta i finestra a banda i banda, i balcons al primer pis. A la part exempta lateral, es troben quatre finestres amb balcó de balustres. A la façana lateral hi ha el pati i al primer pis una galeria d'arcs rebaixats. el sostre és pla, acabat amb un terrat amb balustrada de terracuita. Per sobre del terrat destaca una torre quadrangular de poca alçada.
Decoracions d'esgrafiats florals geomètrics.

## Història
Any 1877.